# Chloumecká strouha
Chloumecká strouha je krátký potok ve Slavkovském lese, v okrese Karlovy Vary, levostranný přítok Lomnického potoka.
Délka toku měří 2,8 km, plocha povodí činí 5,1 km².

## Průběh toku
Potok pramení v severovýchodní části Slavkovského lesa v nadmořské výšce 695 metrů v podmáčených loukách mezi Německým Chloumkem a Javornou, místními částmi města Bochov v okrese Karlovy Vary. Celý tok Chloumecké strouhy se nachází mimo území Chráněné krajinné oblasti Slavkovský les. Neobydlenou krajinou teče potok nejprve severovýchodním směrem, protéká vesnicí Německý Chloumek, kde se směr jeho toku mění na severní. Před vesnicí Dlouhá Lomnice přibírá zprava krátký bezejmenný potok a ve vesnici se vlévá zleva do Lomnického potoka na jeho 16 říčním kilometru.